# Чулуунхороот
Чулуунхороот (монг. Чулуунхороот) — сомон аймака Дорнод в северо-восточной части Монголии, площадь которого составляет 6 539 км². Численность населения по данным 2009 года составила 1 609 человек.
Центр сомона — посёлок Эрээнцав, расположенный в 240 километрах от административного центра аймака — города Чойбалсан и в 885 километрах от столицы страны — Улан-Батора.

## География
Сомон расположен в северо-восточной части Монголии. Имеет границу с Российской Федерацией и Китайской Народной Республикой.

## Климат
Климат резко континентальный.

## Инфраструктура
В сомоне есть школа, больница, дом культуры.